# Whewellita
La whewellita es un mineral de la clase de los minerales compuestos orgánicos. Fue descubierta en 1852 en una localidad desconocida que podría ser Cavnic (Rumanía), siendo nombrada así en honor de William Whewell, científico inglés. Sinónimos poco usados son: "oxalato de Lima" o vevellita.

## Características químicas
Es un oxalato hidratado de calcio. El limpiado de especímenes conteniendo calcio con ácido oxálico puede producir la cristalización de whewellita o weddellita.

## Formación y yacimientos
Aparece en vetas, geodas o nódulos de sulfuros-carbonatos, como un raro mineral de formación primaria hidrotermal de baja temperatura. Puede aparecer asociado a yacimientos de carbón o de roca circundante que contienen materia orgánica o grafito. También en algunos depósitos de minerales del uranio.
Suele encontrarse asociado a otros minerales como: calcita, barita, esfalerita, pirita, weddellita o hidrocarburos céreos.